# Saho (Volk)

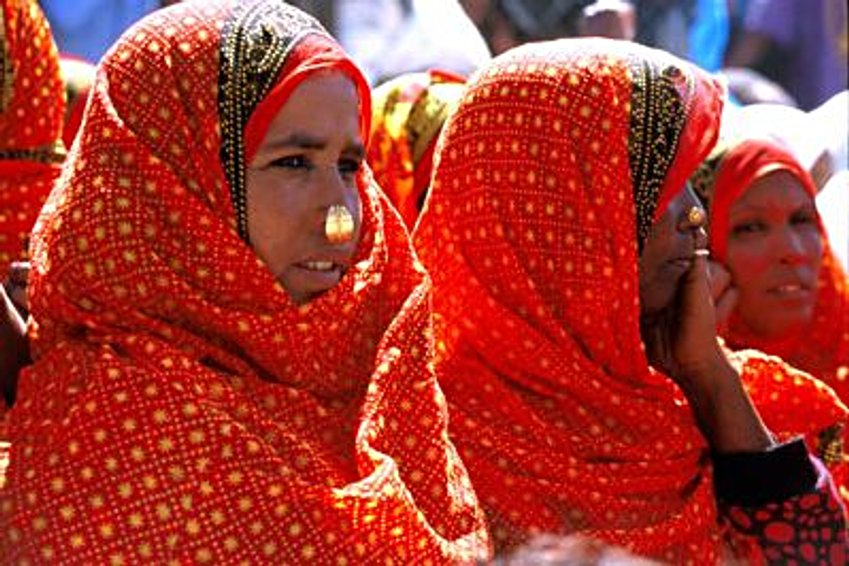
Saho in traditioneller Kleidung

Die Saho sind eine Volksgruppe, die vorwiegend in Eritrea sowie in der Region Tigray in Äthiopien lebt. Sie sprechen die ostkuschitische Sprache Saho, sind mehrheitlich Muslime und leben von nomadischer Viehhaltung und Ackerbau.

## Gebiete
Sie leben vorwiegend in der Küstenebene am Roten Meer und am Rand des Hochlandes in den heutigen eritreischen Verwaltungsregionen Semienawi Kayih Bahri und Debubawi Kayih Bahri, daneben auch in anderen Teilen Eritreas (insbesondere Gash-Barka) und im Norden Äthiopiens in den Regionen Tigray sowie Afar. Auch in Dschibuti leben einige Saho.
In Eritrea sind die Saho wohl die drittgrößte Volksgruppe, allerdings hat es seit der Kolonialzeit keine Volkszählung gegeben, sodass ihr Bevölkerungsanteil und ihre genaue Anzahl unbekannt ist. Die eritreische Regierung schätzt einen Anteil von rund 5 %, koloniale Statistiken aus den 1950er Jahren ergaben 8,25 %. In Äthiopien wurden bei der Volkszählung 2007 33.372 Personen (0,05 % der Gesamtbevölkerung) als Angehörige der Untergruppe Irob registriert, davon 30.517 in Tigray (0,71 % der Einwohner der Region); „Saho“ wurde hingegen nicht als ethnische Zugehörigkeit erfasst. Bei der Volkszählung von 1994 waren in Tigray 22.858 Menschen (0,73 % der Bevölkerung) als Saho gezählt worden.

## Gesellschaft und Kultur
Die Sprache der Saho ist das gleichnamige Saho, das zu den ostkuschitischen Sprachen gehört und mit dem Afar eng verwandt ist. Die Selbstbezeichnung Saho ist von Saa (Vieh) und Hoo (Aufpasser) abgeleitet und bedeutet so viel wie „Nomade“.
Der größte Teil von ihnen gehört dem Islam an, es gibt aber auch einige christliche Saho-Stämme.
Die Saho sind in elf Untergruppen oder Lineages gegliedert, die Minifere, Hazu, Asaworta, Tero'a, Debri-Mehla, Idda, Hassabat-Are, Assa-Bora, Baradotta, Malhema-Meamabara und Irob (die Anzahl wird mitunter anders angegeben, und es existieren verschiedene Schreibweisen der Namen). Die Lineages gliedern sich weiter in Unterstämme, die jeweils in zahlreiche Verwandtschaftsgruppen unterteilt sind. Die Unterstämme hatten traditionell jeweils einen gewählten Führer, redanto oder shum genannt, die Verwandtschaftsgruppen wurden von nabara geführt.
Die Unterstämme Minifere, Hazu, Debri-Mehla und Irob leben (auch oder größtenteils) im nördlichen Äthiopien, die übrigen Gruppen leben in eritreischem Gebiet. Einige Untergruppen der benachbarten Tigrinya wie die Tsen'adegle gelten als Saho, die sich als sesshafte Bauern niederließen und die Sprache Tigrinya und das Christentum übernahmen.
Die meisten Saho-Clans verbinden traditionell als Agropastoralisten die Haltung von Rindern, Schafen, Ziegen und Kamelen mit Ackerbau in begrenztem Ausmaß. Land gilt als Gemeinschaftsbesitz der Clans. Mit dem Vieh unternehmen sie saisonale Wanderungen. Wegen der Überschneidung von Gebieten gab es immer wieder Konflikte zwischen Saho-Clans sowie zwischen den Saho und den Afar, den Tigre-Agropastoralisten und den im Hochland lebenden bäuerlichen Tigrinya. Solche Konflikte wurden durch traditionelle Institutionen geregelt.

## Geschichte
Die sprachlich nahe verwandten Saho und Afar dürften gemeinsame Ursprünge haben. Womöglich waren ihre Vorläufer die erste tieflandostkuschitische Gruppe (vor den Somali und Oromo), die sich von den übrigen ostkuschitischsprachigen Gruppen im südlichen äthiopischen Hochland trennte und in die Tiefebenen zog. Wann diese Wanderung und die Auseinanderentwicklung von Afar und Saho stattfand, bleibt allerdings ungeklärt.
Italienische und britische Quellen aus der Kolonialzeit beschreiben die Saho vorwiegend aus der Sicht der Tigrinya, da Europäer am ehesten Tigrinya, selten jedoch die Saho-Sprache beherrschten.
Während der Regierungszeit Haile Selassies nahmen die Landkonflikte im Hochland zwischen Saho und Tigrinya vor allem ab Ende der 1950er und Anfang der 1960er Jahre deutlich zu. Die äthiopische Regierung unterstützte dabei die Tigrinya, denn diese galten damals – als äthiopisch-orthodoxes Habescha-Volk – als loyal zu Äthiopien, während muslimische Volksgruppen wie die Saho eher die Unabhängigkeit Eritreas von Äthiopien befürworteten. Als Agropastoralisten waren die Saho allgemein gegenüber sesshaft-bäuerlichen Gruppen benachteiligt. Sie unterstützten daher die Eritreische Befreiungsfront (ELF), die in den 1960er Jahren den bewaffneten Kampf für die Unabhängigkeit Eritreas begann.
Nach der Unabhängigkeit Eritreas konnten Saho-Flüchtlinge, die wegen der Konflikte mit den Tigrinya und wegen des Unabhängigkeitskrieges in Lagern im Sudan gelebt hatten, ab 1995 auf eritreisches Gebiet zurückkehren. Ein Großteil dieser Rückkehrer musste sich außerhalb ihres angestammten Gebietes, im westlichen Tiefland in der Region Gash-Barka niederlassen, denn die eritreische Regierung bevorzugte ihre Ansiedlung in diesem Gebiet, das relativ viel Land und Wasser aufweist. Sie befürchtete auch den erneuten Ausbruch von Konflikten, falls die Saho in die zwischen Saho und Tigrinya umstrittenen Gebiete zurückgekehrt wären.
1998–2000 waren die Saho vom Eritrea-Äthiopien-Krieg betroffen.